# Nominalstil
Der Nominalstil benutzt in seinen Sätzen viele Nominalgruppen und nur wenige Vollverben. Der Verbalstil hingegen benutzt viele Verben und nur wenige Substantive.

## Funktion und Wirkung von Verbal- und Nominalstil
Der Verbalstil entspricht eher der Umgangssprache und gilt als lebendiger, allerdings auch langatmiger und weniger prägnant. Man findet ihn häufig in der Belletristik.
Der Nominalstil ist in wissenschaftlichen, behördlichen und fachsprachlichen Texten weit verbreitet, nicht zuletzt aus Gründen der Sprachökonomie, Diversität im Ausdruck und Reduktion syntaktischer Komplexität – oft ermöglicht er die Einsparung von Nebensätzen – bei gleichzeitiger Erhöhung informationeller Dichte. Er gilt aber als unlebendig. Viele Stilratgeber raten, ihn zu vermeiden.
Bei der Überführung eines Satzes vom Verbal- zum Nominalstil wird ein Verb durch ein verwandtes Nomen ersetzt. Im Hauptsatz nimmt dieses Nomen dabei den Platz des Subjektes ein, wodurch der Satz einen unpersönlichen Charakter erhält. Aus einem Satz „Sie öffnet die Tür“ wird etwa der Satz „Die Öffnung der Tür erfolgt durch sie.“ Da das ursprüngliche Verb bei der Überführung verlorengeht, muss ein neues Verb eingefügt werden (hier: „erfolgen“). Das Subjekt wird zum Objekt. Eine besonders unpersönliche Wirkung entfaltet der Nominalstil im Passiv: „Die Öffnung der Tür hat zu erfolgen.“ Hierbei steht nun weder im Subjekt noch im Objekt eine Person. Wird ein Verb des Nebensatzes durch ein Nomen ersetzt, lässt sich der Nebensatz einsparen. Etwa lässt sich der Satz „Sie veröffentlichte das Dokument, um die Information bereitzustellen“ in den Satz „Sie veröffentlichte zur Bereitstellung der Information das Dokument“ umformen.
Die Soziolinguistik beschäftigt sich unter anderem mit geschlechterspezifischen Charakteristiken im Sprachverhalten. Man weiß seit den 1990er Jahren, dass Frauen zum Verbalstil tendieren, Männer hingegen zum Nominalstil.

## Gegenüberstellung von Nominal- und Verbalstil
| Stilmittel                                                       | Nominalstil                                                    | Verbalstil                                                           |
| ---------------------------------------------------------------- | -------------------------------------------------------------- | -------------------------------------------------------------------- |
| Substantivierungen von Verben                                    | Die Weigerung des Ministers führte zu Streit in der Koalition. | Der Minister weigerte sich, was zu Streit in der Koalition führte.   |
| Funktionsverbgefüge, Kollokationen anstatt alleiniger Vollverben | Ich habe in Erwägung gezogen, eine Messung durchzuführen.      | Ich habe erwogen zu messen.                                          |
| Nominalisierungen von Funktionsverbgefügen                       | Bis zum Inkrafttreten des Gesetzes dauerte es.                 | Es dauerte, bis das Gesetz in Kraft trat.                            |
| Präpositionen anstatt Verbalstil, insbesondere genitivische      | Ich handelte vermöge meines Verstandes so.                     | Ich handelte so, weil ich es aufgrund meines Verstandes vermochte.   |
| untergeordnete Genitiv-Attribute                                 | Das Vorhaben des Treffens der Minister der Länder scheiterte.  | Die Minister der Länder hatten vor, sich zu treffen, was scheiterte. |